# Língua yacorito
A língua yacorito é uma variação dialetal do goitacá, pertencente à família puri.